# Amok (libro)
Amok (o El loco de Malasia) es una novela del autor austríaco Stefan Zweig. 
Editada por primera vez en el periódico vienés Neue Freie Presse en 1922, Amok apareció poco después en la colección de novelas Amok: Novelas de una pasión. Zweig estaba fascinado e influido por el trabajo de Sigmund Freud. Al igual que otras obras de Zweig, Amok tiene claros elementos psicoanalíticos. Se trata de una obsesión extrema, que lleva al protagonista a sacrificar su vida profesional y privada y finalmente, a suicidarse. 
El título de la novela proviene de una expresión de furia, poco común en aquellos días. Originalmente, Amok es un término derivado de la cultura indonesia y significa "lanzarse furiosamente a la batalla". La persona afectada tiene ataques de ira ciega e intenta matar a quien considera su enemigo, así como cualquier otra persona que se interponga en su camino, al azar, sin tomar en consideración ningún peligro. 
El escritor polaco Krystian Bala escribió un libro del mismo título en el que describe un asesinato motivado por el síndrome Amok, siendo él mismo acusado del asesinato de un amante de su exmujer.

## Sinopsis
En el marco de la historia, el narrador cuenta en primera persona su viaje desde Asia a Europa como pasajero en el Oceanía en 1912. Una noche, durante un paseo por la cubierta, se reúne con un hombre que está muy preocupado, asustado y que, por ello, evita cualquier contacto social en el buque. La siguiente noche, el narrador se reúne de nuevo con este hombre. Aunque intimidado en un primer momento, el hombre pronto empieza a confiar en el narrador y le cuenta su historia. 
Él era un médico de Leipzig que había ido a Indonesia hacía siete años para ejercer la medicina en una pequeña y remota aldea. Después de algún tiempo, la soledad le deprimió cada vez más, llevándolo a sentirse «como una araña en su red, inmóvil durante meses». Un día, una mujer, «la primera mujer blanca en muchos años», apareció inesperadamente y le fascinó con su carácter arrogante y distante - algo que él nunca experimentó debido a la reverencia y sumisión propia de las mujeres indígenas. En el curso de la conversación se pone de manifiesto que la mujer, una ciudadana inglesa esposa de un comerciante holandés, había venido a verle para abortar de forma discreta, por lo que estaba dispuesta a pagar una gran cantidad de dinero. Pero el médico, sorprendido por una repentina pasión, no quiere el dinero. En lugar de eso quiere tener relaciones con ella, lo cual ofende a la mujer. La obsesión va a más: como un maniático homicida, sigue a la mujer a su casa. 
Como ella no quiere que su embarazo se haga público, confía en un curandero nativo. El procedimiento es un fracaso y la mujer muere en una cruel agonía. 
El médico promete hacer todo lo posible para asegurar que ni su marido ni nadie lleguen a conocer la verdadera causa de su muerte. A partir de entonces, el médico está obsesionado con el cumplimiento de la última voluntad de la mujer. Se emite un certificado de defunción falsificado y cuando el cuerpo de la mujer es trasladado a Europa en el crucero, el médico también deja Indonesia en la misma línea, sacrificando su carrera y su riqueza. Quiere evitar que se investigue sobre la causa de su muerte a toda costa. A bordo, escondido de todos los demás pasajeros sólo sale de su camarote durante la noche. 
Cuando el narrador se ofrece para ayudar al médico, éste categóricamente rechaza la oferta, desaparece y le pierde de vista. Sólo a la llegada a Nápoles, el narrador escucha de un misterioso accidente que ocurrió mientras la carga estaba siendo descargada: Cuando el ataúd de plomo con los restos de la mujer estaba siendo descargado, el médico se había lanzado sobre el ataúd atado a las cuerdas, arrastrando tanto el ataúd como a él mismo al fondo del mar, sin poder ser recuperados ninguno de los dos.

## Ediciones
En español existe una traducción de Joan Fontcubierta que editó Acantilado en 2003 junto a otros pequeños relatos de Zweig.

## Otras versiones

### Cine
En 1934, Fyodor Otsep, cineasta ruso-americano, dirigió la primera adaptación del libro, para el cine, Amok (La locura del trópico).
En 1944, el cineasta español Antonio Momplet, dirigió en México una versión cinematográfica de la novela en español. La película Amok, fue protagonizada por la diva del cine mexicano María Félix.